# Notograptus guttatus
Notograptus guttatus és una espècie de peix de la família Plesiopidae i de l'ordre dels perciformes.

## Morfologia
Els mascles poden assolir els 10,6 cm de longitud total.

## Distribució geogràfica
Es troba a Papua Nova Guinea i Austràlia.